# Giancarlo Brusati
Giancarlo Brusati (* 6. März 1910 in Mailand; † 30. Juni 2001 in Barlassina) war ein italienischer Fechtsportler und Sportfunktionär.

## Leben
Giancarlo Brusati wurde 1931 italienischer Meister im Degenfechten. Er gewann mit dem Degen weiterhin 1931 und 1933 europäische Meisterschaften im Fechten. Bei den Olympischen Spielen 1936 gewann er im Degenfechten der Herren mit der Mannschaft die Goldmedaille.
Brusati wurde 1961 Vizepräsident des italienischen Verbandes der Fechter und blieb dies bis 1981. Von 1981 bis 1984 war er Präsident der Fédération Internationale d’Escrime.